# Maker of Men
Maker of Men è un film del 1931 diretto da Edward Sedgwick.
È un film statunitense a sfondo sportivo di genere drammatico con Jack Holt, Richard Cromwell e Joan Marsh.

## Produzione
Il film, diretto da Edward Sedgwick su una sceneggiatura di Howard J. Green con il soggetto di Sedgwick e Green, fu prodotto dalla Columbia Pictures Corporation.
Le riprese del film, per cui si usò il titolo di lavorazione Yellow, durarono dal 6 al 26 ottobre 1931.

## Distribuzione
Il copyright del film, richiesto dalla Columbia Pictures Corp., fu registrato il 7 dicembre 1931 con il numero LP2705.
Il film fu distribuito negli Stati Uniti dal 18 dicembre 1931 al cinema dalla Columbia Pictures.